# دهستان هندیجان شرقی
دهستان هندیجان شرقی نام دهستانی در بخش مرکزی شهرستان هندیجان، استان خوزستان در ایران است. براساس سرشماری مرکز آمار ایران در سال ۱۳۸۵، جمعیت آن ۲۴۷۹ نفر (۵۱۶ خانوار) بوده‌است.